# Eber (Schiff, 1887)
Die Eber war ein Kanonenboot der Kaiserlichen Marine. Das 1887 fertiggestellte Schiff ging bereits zwei Jahre später während eines Zyklons unter.

## Bau
Aufgrund des baulichen Zustandes der beiden Boote der Albatross-Klasse wurde Mitte der 1880er Jahre ein Ersatz für diese notwendig. Entsprechend wurden die Konstruktionspläne für ein neues Kanonenboot erstellt, wobei man sich an den Daten der Habicht-Klasse orientierte. Dabei wurde besonderen Wert auf die Anpassung an die geplante Verwendung in der Südsee gelegt. Das Schiff sollte eine möglichst große Strecke unter Dampf zurücklegen können, seetüchtig sein und eine für die Bekämpfung von Unruhen ausreichende Bewaffnung erhalten.
Anfang des Jahres 1886 begann die Kaiserliche Werft Kiel mit dem Bau der „Ersatz Albatross“. Am 15. Februar 1887 stand der Neubau zum Stapellauf bereit. Dabei taufte der damalige Chef der Marinestation der Ostsee, Vizeadmiral Wilhelm von Wickede, das Schiff auf den Namen Eber. Da die finanziellen Mittel der Kaiserlichen Marine für den Kanonenbootbau sehr begrenzt waren, blieb die Eber ein Einzelschiff.

## Technik
Die Eber war ein Eisenbau, der in fünf wasserdichte Abteilungen unterteilt wurde. Das Schiff war über alles 51,7 m lang und 8,0 m breit. Bei einer maximalen Verdrängung von 735 t besaß es einen Tiefgang von 3,8 m. Über einen Doppelboden oder zusätzliche Panzerung verfügte die Eber nicht.

### Antriebsanlage
Das Kanonenboot verfügte über eine liegende dreizylindrige Verbunddampfmaschine mit zweifacher Dampfdehnung, die eine Leistung von 760 PSi erbrachte. Die Maschine wirkte auf eine Schraube mit 2,8 m Durchmesser, welche heißbar war, um bei Fahrt unter Segeln den Strömungswiderstand am Schiffsrumpf zu verringern. Der nötige Dampf wurde durch zwei Zylinderkessel geliefert, die über 310 m² Heizfläche verfügten und 6 atü Dampfdruck erzeugten. Die Maschinenanlage brachte das Schiff auf eine Höchstgeschwindigkeit von 11 kn. Bei einer Geschwindigkeit von 9 kn konnte mit dem Kohlenvorrat von 78 t eine Dampfstrecke von 2.000 sm zurückgelegt werden.
Zur Vergrößerung des Fahrbereichs verfügte die Eber außerdem über eine Besegelung. Das Schiff war als Bark geriggt, die Segelfläche maß 590 m².

### Bewaffnung
Ihrem Aufgabenbereich entsprechend trug die Eber eine Bewaffnung, die nicht zum Seekampf geeignet war, für die Unruhenbekämpfung in den Schutzgebieten jedoch ausreichte. Die Hauptbewaffnung bestand aus drei 10,5-cm-L/35-Ringkanonen, die eine Schussweite von 8 km erreichten. Für sie wurden 390 Schuss Munition mitgeführt. Außerdem waren vier 3,7-cm-Revolverkanonen als Sekundärbewaffnung an Bord.

## Einsatz
Die Eber wurde am 25. September 1887 in Dienst gestellt, um Probefahrten durchzuführen. Während dieser zeigte sich, dass das Schiff über gute Seeeigenschaften verfügte. Zwar schlingerte und stampfte es stark, ließ sich jedoch gut manövrieren und steuern. Auch die Segelleistung des Schiffs war sehr gut.
Aufgrund dieser Ergebnisse wurde die Eber zügig für den Einsatz in der Südsee vorbereitet. Am 10. November 1887 verließ das Schiff Kiel. Die Reise bis Cooktown dauerte 131 Tage, von denen sich das Kanonenboot 49 in verschiedenen Häfen aufhielt. Während der Fahrt, die teilweise nur unter Segeln durchgeführt wurde, kam es zu verschiedenen Pannen, darunter auch ein Bunkerbrand. Am 24. April 1888 erreichte die Eber Apia.
Während der folgenden Liegezeit musste der bisherige Kommandant der Eber, Kapitänleutnant Bethge, sich krankmelden und das Kommando an den Ersten Offizier, Oberleutnant zur See Emsmann, abgeben. Ende Juli brach das Schiff zu einer Besuchsreise in Richtung der Kolonie Deutsch-Neuguinea zu den Marshallinseln auf. Während dieser bis Ende November dauernden Fahrt kam es mehrmals zu Kampfhandlungen mit Einheimischen, die gegen Deutsche vorgegangen und einen Stationsleiter getötet hatten. Am 2. Oktober 1888 hisste Emsmann auf Nauru die deutsche Flagge. Außerdem wurde die rege Tätigkeit US-amerikanischer Missionsgesellschaften beobachtet, die unter anderem auch Waffen an die Einheimische lieferten.
Nach der Rückkehr nach Apia am 22. November übernahm Kapitänleutnant Eugen Wallis das Kommando über die Eber. Zu dieser Zeit war es wegen der Besitzfrage Samoas erneut zu erheblichen Spannungen zwischen dem Deutschen Reich, Großbritannien und den Vereinigten Staaten gekommen (→ Konflikt um Samoa). Die Trenton, die Vandalia und die Nipsic trafen ebenso in Apia ein wie die Calliope. Deutscherseits waren neben der Eber die Adler und die Olga anwesend. Die Plünderungen deutscher Plantagen durch Anhänger des von den Amerikanern und Briten zum Gegenkönig ernannten Mataafa Josefo veranlassten die deutschen Schiffe, Landungskorps zum Schutz der Plantagen einzusetzen. Nahe Vailele gerieten diese am 18. Dezember mit samoanischen Truppen unter Führung eines Amerikaners zusammen. Den rund 220 deutschen Soldaten stand eine mehrfache Übermacht gegenüber. Im folgenden Gefecht wurden 16 Deutsche getötet und 27 weitere schwer verletzt. Einer der Toten war Besatzungsmitglied der Eber.

## Untergang
Nach dem Gefecht vom 18. Dezember 1888 nahmen die Übergriffe der Samoaner nicht ab. Unter anderem wurde das deutsche Konsulat in Brand gesteckt und auch die Briten in Kämpfe verwickelt. Die Spannungen zwischen den Großmächten, besonders zwischen dem Deutschen Reich und den Vereinigten Staaten, blieben aber weiter bestehen. Die deutschen Schiffe verblieben fast durchgängig in Apia, da man kein Zeichen der Schwäche zeigen oder die Samoaner zu weiteren Übergriffen ermutigen wollte. Einzig die Eber verließ die Insel kurzzeitig, um eine Depesche über den Verlauf des Gefechts bei Vailele nach Auckland zu bringen, kehrte jedoch umgehend nach Apia zurück. Dies hatte fatale Folgen.

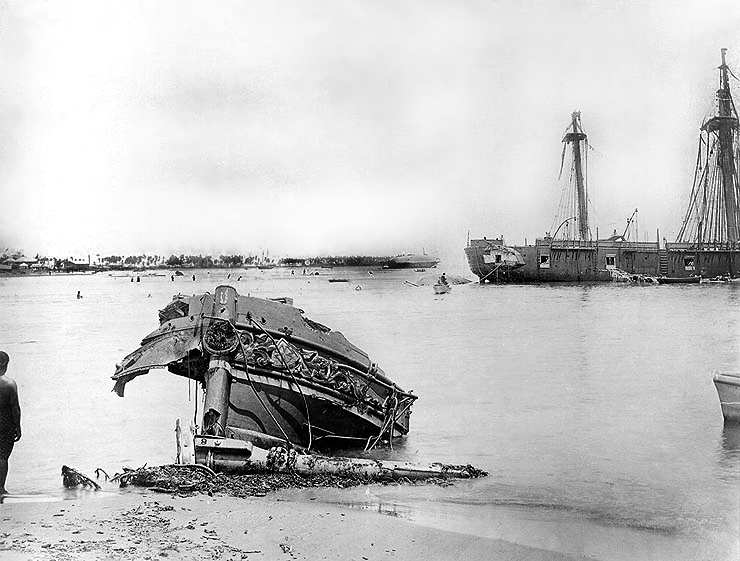
Der Bug der zerbrochenen Eber

Mitte März 1889 wurde Samoa von einem schweren Zyklon getroffen. Obwohl der Sturm auf freier See besser hätte abgewettert werden können als im kleinen und ungeschützten Hafenbecken von Apia, blieben alle Kriegsschiffe dort vor Anker. Lediglich die Calliope konnte sich schließlich noch aus dem Hafen retten. Die Eber hatte drei Anker ausgebracht, und ihre Maschinen liefen auf voller Kraft, um gegen das Unwetter zu bestehen. Es kam zu mehreren Zusammenstößen sowohl mit der Olga als auch mit amerikanischen Schiffen. Als schließlich das Ruder brach und die Anker sich aus dem Grund rissen, wurde die Eber durch die Brandung auf ein Riff geschleudert und zerbrach (Position 13° 49′ 53″ S, 171° 45′ 6,5″ W). 73 Besatzungsmitglieder, darunter der Kommandant, fanden den Tod. Lediglich ein Offizier, Leutnant zur See Friedrich Gädecke, und drei Mann, der Steuermann und zwei Matrosen, überlebten den Untergang des Schiffs. Fünf weitere Matrosen waren zur Bewachung des Konsulats abgestellt und zum Zeitpunkt des Unglücks nicht an Bord. Nach dem Abklingen des Sturms waren nur wenige Wracktrümmer am Strand und auf dem Riff zu finden, die Eber war vollständig zerstört worden. Die Überlebenden wurden mit dem Dampfer Lübeck zunächst nach Sydney und von dort mit der Habsburg des Norddeutschen Lloyd in die Heimat gebracht.
Als Ersatz für die Eber wurde die Condor, ein Kreuzer der Bussard-Klasse, für die Kaiserliche Marine gebaut.

## Kommandanten
| 25. September 1887 bis August 1888 | Kapitänleutnant Bethge                        |
| August bis November 1888           | Leutnant zur See Hugo Emsmann (in Vertretung) |
| November 1888 bis 16. März 1889    | Kapitänleutnant Eugen Wallis                  |